# Fighting Harada
Fighting Harada (ファイティング原田), né Masahiko Harada (原田 政彦, Harada Masahiko), est un boxeur japonais né le 5 avril 1943 à Tōkyō.

## Carrière
Il devient champion du monde des poids mouches WBA le 10 octobre 1962 en battant le Thaïlandais Pone Kingpetch par KO au 11e round mais perd aux points le combat revanche l'année suivante.
Harada boxe alors en poids coqs et détrône le Brésilien Éder Jofre le 18 mai 1965. Il conserve 4 fois ses ceintures WBA et WBC puis s'incline aux points face à Lionel Rose le 27 février 1968.

## Distinctions
- Fighting Harada est membre de l'International Boxing Hall of Fame depuis 1995.
- Ses trois combats contre Kingpetch (1962), Jofre (1965) et Rose (1968) sont élus « surprise de l'année » par Ring Magazine.

## Référence
1. ↑  Eder Jofre vs. Fighting Harada I (boxrec.com)